# Xã Lowland, Quận Mountrail, Bắc Dakota
Xã Lowland (tiếng Anh: Lowland Township) là một xã thuộc quận Mountrail, tiểu bang Bắc Dakota, Hoa Kỳ. Năm 2010, dân số của xã này là 52 người.